# اسموک (مورتال کامبت)
اسموک (انگلیسی: Smoke) متولد شده با نام توماس وربادا شخصیتی ساختگی در مجموعه بازی‌های مبارزه‌ای مورتال کامبت است. نخستین حضور او در این بازی در مورتال کامبت ۲ به عنوان یک شخصیت غیرقابل‌بازی بود که شباهت بسیاری به اسکورپیون داشت با این تفاوت که لباس خاکستری بر تن داشت. اسموک دوست صمیمی ساب-زیرو و از اعضای گروه قاتلین لین کویی بود. زمانی که اعلام شد که تمام اعضای این گروه قرار است تبدیل به سایبورگ شوند اسموک و ساب-زیرو از این دستور سرپیچی کردند و قصد فرار از گروه را داشتند اما اسموک توسط اعضای گروه دستگیر شد و به سایبورگ تبدیل شد. چندی بعد نوب سایبات بدن بی روح و بی حافظه اسموک را پیدا کرد و وی را طوری برنامه ریزی کرد که به‌طور مستقیم دستورهای وی را اجرا نماید. در مورتال کامبت: آرماگدون اسموک به عنوان عضوی از ارتش نوب سایبات در برابر ارتش روشنایی مبارزه کرد.
در مورتال کمبت۹ اسموک به سایبورگ تبدیل نشد و ریدن او را نجات داد. اسموک هم قسم خورد تا آخر عمر به ریدن وفادار باشد.او هم مثل بعضی از شخصیت های مورتال کمبت به دست سیندل کشته شد.و بعد از آن دیگر فرم انسانی خودش را به دست نیاورد.

## درباره اسموک
اسموک در مورتال کمبت ۲ در کنار نوب سایبات و جید یک شخصیت مخفی بود. همانند رپتایل او نیز که در هنگام نخستین نمایشش یک کپی از روی اسکورپیون بود با این تفاوت که پیرامون بدنش دود دیده می‌شد و سریع‌تر حرکت می‌کرد. او به طور تصادفی در آغاز مسابقات ظاهر می‌شد و نشانه‌هایی برای یافتنش در بازی ارائه می‌کرد، موضوعی که رپتایل در اولین مورتال کمبت وجود داشت.
اسموک در مورتال کمبت ۳ داستان خط داستانی منحصر به خود را پیدا کرد، و با وجود این که همچنان یک شخصیت مخفی بود اما با بازیکنان با یک رمز خاص می‌توانستند به او دسترسی پیدا کنند. در واقع او یک روح شکنجه انسان است که در بدن یک سایبروگ به‌دام‌ افتاده است. مهم‌ترین ویژگی ظاهری او انتشار دائمی دود است. ویژگی‌های دیگر او توانایی در تلپورت کردن و نامرئی شدن است، چیزی که باعث می‌شود او یکی از آدم‌کشان بالا-رده لین کوئی باشد.
در مورتال کمبت (۲۰۱۱) نشان داده شد که اسموک دارای موهای بلند نقره‌ای و سیال است که صورتش را می‌پوشاند.
نام او توماس بود، توسط یک گروه مذهبی ربوده شد و در آتش سوزانده شد. تا اینکه موجودی از دود و بخار به وجود آمد. او اسموک نام گرفت. اولین کار او به قتل رساندن تمام کسانی بود که در کشتن او نقش داشتند. سپس در کالبد یک انسان به لین کویی پیوست. در مدتی کوتاه دوست خوب بی‌هان شد و روابط خوبی با یکدیگر پیدا کردند. اسموک و ساب-زیروی جوان تر تصمیم گرفتند به یک حمله بروند. فهمیدند که کل اعضای لین کویی تبدیل به سایبورگ شدند به جز این دوتن. کوای لیانگ (ساب-زیروی جوان تر) فرار کرد اما اسموک را گرفتند و تبدیل به سایبورگ کردند و طوری برنامه ریزی شد تا اسموک از لین کویی اطاعت کند و برای قتل ساب-زیروی جوان تر برود. اما کوای لیانگ موفق می‌شود حافظه او را برگرداند و آزادش کند. اما توسط شائوکان‌ و ارتش او گرفته می‌شوند و اسموک غیرفعال می‌شود. اما توسط نوب سایبات طوری برنامه ریزی می‌شود که در خدمت او در آید. بعد از مدتی این دو که می‌خواستند ارتشی از سایبورگ برای نوب سایبات درست کنند به ماموریتی رفتند. اما اسموک توسط کوای لیانگ گرفته شد ولی نوب سایبات فرار کرد. حافظه اسموک ریکاوری شد اما چون نوب سایبات فرار کرده بود نتوانستند حافظه اش را ریکاوری کنند. اسموک بعد از مدتی دوباره در حالت عادی در می‌آید و در کنار کوای لیانگ به دنبال بی‌هان می‌روند. اسموک بعد از مدتی گرفته می‌شود تا تبدیل به سایبورگ شود اما ریدن او را نجات می‌دهد که او برای قدر دانی قول‌ می‌دهد به ریدن وفادار باشد. در کنار او مبارزه هایی انجام می‌دهد. بعد از مدتی اسموک در جنگی کشته می‌شود و توسط کوانچی نسخه جهنمی او ساخته می‌شود. سرانجام در نسخه جدید مورتال کامبت او در کنار بی‌هان و کوای لیانگ بعنوان برادر ناتنی این دو به کمکشان می آید. اسموک در آن زمان چون می‌توانست تبدیل به بخار شود بعنوان جنگجوی مخفی لین کویی انتخاب شده بود.

## تاریخچه
مورتال کمبت (۲۰۱۱): «توماس وربادا اصالتا اهل پراگ است و به دلیل توانایی چشمگیرش در فرار از دستگیر شدن توسط لین کوئی به خدمت گرفته شد. او توانایی تبدیل شدن به دود را دارد و استعداد او در ماموریت‌های بی‌شماری مفید واقع شده است. اسموک هیچ خاطره‌ای از کودکی خود ندارد. تنها خانواده او لین کوئی و به طور خاص ساب زیرو کوچکتر است که برایش مثل یک برادر است. اسموک امیدوار است که از طریق لین کوئی به گذشته و منشاء قدرت خود پی ببرد.»
مورتال کمبت ۱: «اسموک در دوران کودکی با خانواده‌اش و برای شکار زندگی می‌کرد. شکار نهایی آن‌ها با یک تراژدی به پایان رسید. پس از ورود تصادفی به سرزمین‌های لین کوئی، آن‌ها مورد حمله قرار گرفتند و اسموک یتیم شد. استاد بزرگ لین کوئی شرمنده از اقدامات جنگجویان خود، اسموک را به فرزندخواندگی پذیرفت. او اسموک را در کنار پسرانش یعنی سابزیرو و اسکورپیون بزرگ کرد. در نهایت اسموک تصمیم گرفت که ماموریت خود را در لین کوئی داشته باشد اما از آنجایی که او فاقد توانایی‌های فرا طبیعی برادرانش بود، تصمیم گرفت تا در در جادو تسلط پیدا کند. پس از انجام این کار او سرانجام به مدافعان ارث‌رلم پیوست.